# Makemake (divinità)

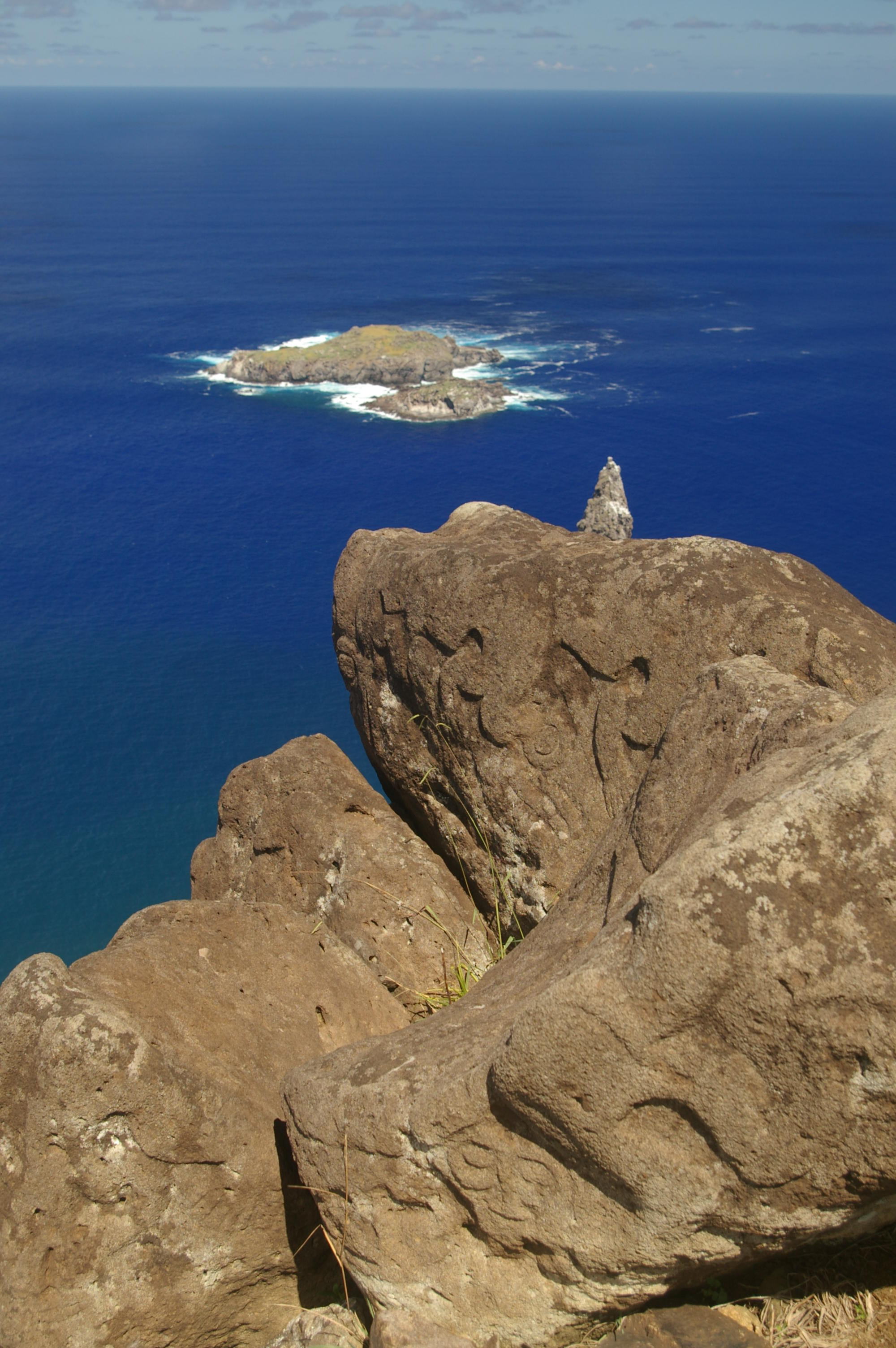
Petroglifi sulle rocce a Orongo. Makemake è rappresentato alla base, e due uomini uccello sono immediatamente al di sopra.

Makemake (trascritto anche Make Make o Make-make) è un personaggio della mitologia pasquense, secondo la quale era il creatore dell'umanità, il dio della fertilità e la divinità principale del culto del Tangata manu (uomo uccello), che succedette al meglio noto culto dei Moai.
È un soggetto frequente dei petroglifi dell'isola.
Al suo nome è dedicato il pianeta nano Makemake, tecnicamente un oggetto transnettuniano.

## La Leggenda del Teschio

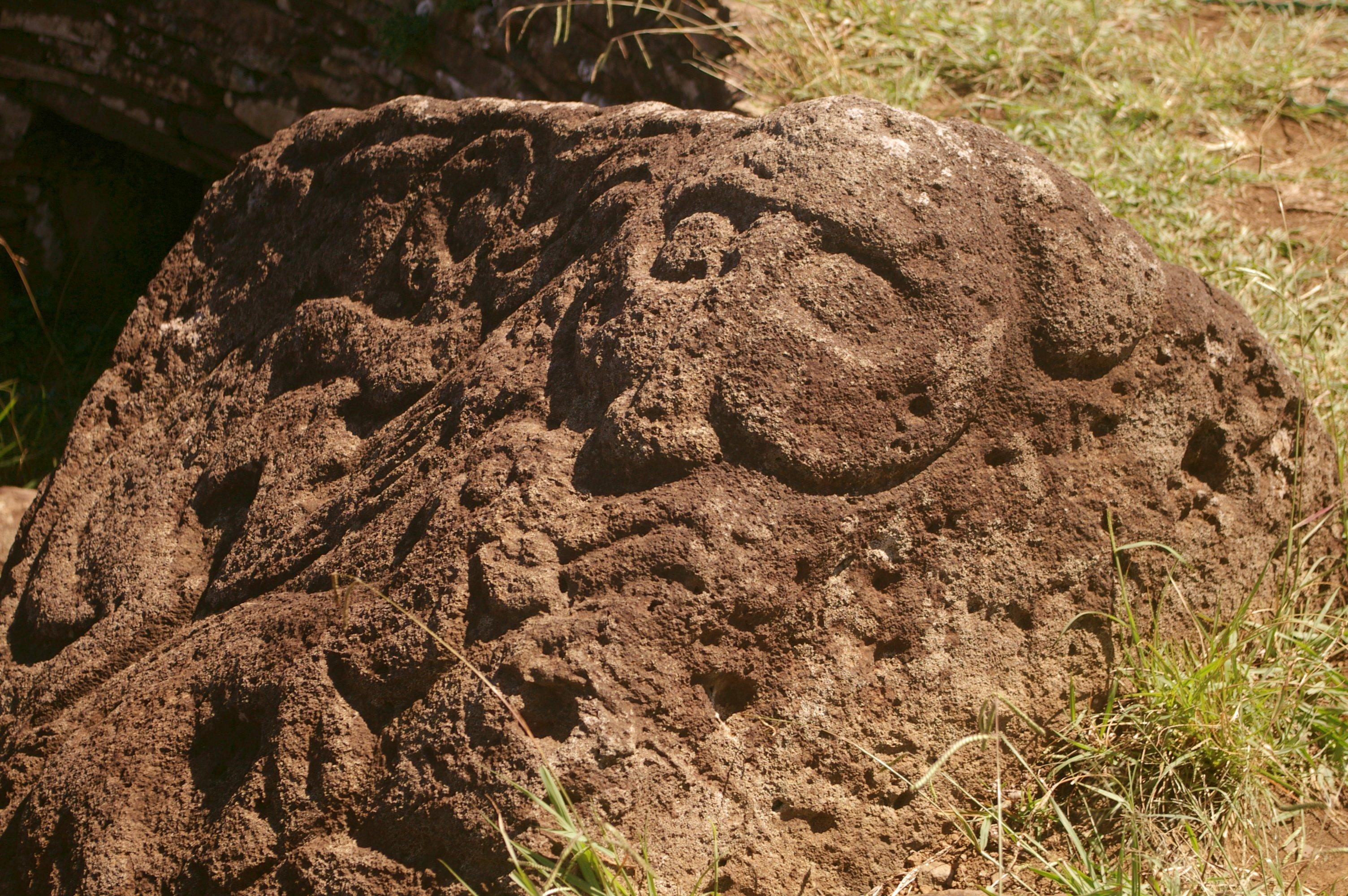
Il teschio di Makemake con due uomini uccello.

Quando l′umanità non era ancora civilizzata viveva una sacerdotessa che faceva da guardiana a un teschio che stava su uno scoglio. 
Un giorno le onde del mare portarono via il teschio e la sacerdotessa si mise a cercarlo.
La sacerdotessa incontrò la dea Vie Haua o Vie Hoa, e le disse che stava cercando un teschio. Haua le spiegò che il teschio era suo marito, Make Make.
Poi la sacerdotessa tornò dagli uomini per insegnare loro come venerare gli Dei.